# Бубио
Бу̀био (на италиански: Bubbio; на пиемонтски: Bube, Бубе) е село и община в Северна Италия, провинция Асти, регион Пиемонт. Разположено е на 224 m надморска височина. Населението на общината е 919 души (към 2010 г.).